# Sowliny
Sowliny – wieś w Polsce, położona w województwie małopolskim, w powiecie limanowskim, w gminie Limanowa.

## Charakterystyka
| SIMC    | Nazwa     | Rodzaj    |
| ------- | --------- | --------- |
| 0440271 | Bania     | część wsi |
| 0440288 | Kącina    | część wsi |
| 0440294 | Pod Lasem | część wsi |
| 0440302 | Rola      | część wsi |
| 0440319 | Skrudlak  | część wsi |

W latach 1975–1998 wieś administracyjnie należała do województwa nowosądeckiego.
Część wsi Sowliny została włączona do Limanowej, tworząc w niej – we wschodniej części miasta – dzielnicę Sowliny.